# Giuseppe Antonio Borgese
Giuseppe Antonio Borgese (ur. 12 listopada 1882 w Polizzi Generosa na Sycylii, zm. 4 grudnia 1952) – włoski pisarz, krytyk, publicysta.

## Życiorys
Po ukończeniu uniwersytetu we Florencji wykładał literaturę niemiecką w Turynie, Rzymie i Mediolanie. Nie mogąc pogodzić się z rozwojem faszyzmu we Włoszech, w 1931 wyjechał do USA. Podczas pobytu w Stanach poznał Tomasza Manna i ożenił się z jego córką Elisabeth. Po wojnie powrócił do Włoch.

## Dzieła
Borgese znany jest głównie ze swych rozpraw o literaturze, poświęconych m.in. twórczości Goethego i D’Annunzia. Wydał 2 powieści: Rubè (1921) oraz I vivi e i morti (1923). Napisał także 2 sztuki teatralne: L'arciduca (1924) oraz Lazzaro (1925). Na jego twórczość składają się ponadto poezje oraz wspomnienia z podróży.